# ألكسندر باد
ألكسندر باد (بالألمانية: Alexander Bade)‏ مواليد 25 أغسطس 1970 في برلين
هو لاعب كرة قدم ألماني في مركز حارس المرمى وفي يناير 2018.
أصبح مدرب حراس المرمى لنادي نادي كولن.
وفي فبراير 2018، أصبح مساعد مدرب في بوروسيا دورتموند.

## وصلات خارجية
- ألكسندر باد على موقع قاعدة بيانات كرة القدم.إي يو (الإنجليزية)
- ألكسندر باد على موقع عالم كرة القدم.نت (الإنجليزية)